# ایالت بغداد
ایالت بغداد (عربی: إِیَالَةُ بَغْدَاد‎, ترکی عثمانی: ایالت بغداد‎، ت. «Eyālet-i Baġdād») یکی از ایالت‌های امپراتوری عثمانی به مرکزیت شهر بغداد بود. حدود این ایالت در سده ۱۹ میلادی ۱۶۱۱۲۰ کیلومتر مربع تخمین زده می‌شود.

## تاریخچه
هنگامی که شاه اسماعیل صفوی بغداد را در سال ۱۵۰۸ میلادی از آق‌قویونلوها ستاند آزار و اذیت سنی‌ها، مسیحیان و یهودیان در این ناحیه شدت گرفت. همچنین شاه صفوی فرمان تخریب آرامگاه بنیان‌گذار مذهب حنفی ابوحنیفه نعمان بن ثابت که مذهب دربار عثمانی بود را نیز صادر نمود.
عثمانی‌ها در سال ۱۵۳۴ میلادی توانستند بغداد را تصرف نمایند و ایالت خود را در آنجا برپا سازند. سلطه عثمانی‌ها یکبار دیگر با تصرف شهر توسط ایرانی‌ها در سال ۱۶۲۳ میلادی متوقف شد اما ایشان توانستند شهر را در ۱۶۳۸ میلادی پس بگیرند و بالاخره با انعقاد عهدنامه زهاب در سال ۱۶۳۹ ایرانی‌ها سلطه عثمانی بر میانرودان و بغداد را پذیرفتند.
پس از آن بغداد که یکی از شهرهای مهم و پرجمعیت خاورمیانه بود دورانی از آرامش و رونق را به خصوص در دوران حکومت خودمختار مملوکان عراق از ۱۷۰۴ تا ۱۸۳۱ میلادی تجربه نمود. در سال ۱۸۳۱ میلادی علی‌رضا پاشا با تصرف بغداد به حکومت مملوکان عراق پایان داد و خود از طرف پادشاه عثمانی حاکم شهر شد و از آن پس تا پایان جنگ جهانی اول این ایالت در تصرف عثمانی بود.